# Ramón Vila Soley
Ramón Vilà Soley (Barcelona, 11 de septiembre de 1997) es un jugador de baloncesto profesional español. Mide 2,03 metros y juega en la posición de pívot, actualmente pertenece a la plantilla del CB Tizona de la Liga LEB Oro.

## Carrera deportiva
Es un jugador formado en las categorías inferiores del Fútbol Club Barcelona. En la temporada 2015-16, forma parte de la plantilla del Fútbol Club Barcelona "B" de Liga LEB Oro, donde promedió 5,3 puntos y 3,7 rebotes en 15 minutos de juego. Además, sería un jugador destacado en las categorías inferiores de la selección española.
En julio de 2016, decide marcharse a Estados Unidos para enrolarse con los Arizona State Sun Devils con los que disputa la temporada 2016-17 de la NCAA. Con los Arizona State Sun Devils promedia 2,6 puntos y 2 rebotes en poco más de 12 minutos por partido, por lo que decide renunciar a jugar la temporada 2017-18.
En enero de 2018, Ramón encuentra acomodo en Chattanooga Mocs con los que disputaría la NCAA I durante las temporadas 2018-19 y 2019-20.
Durante la temporada 2019-20 en Chattanooga, el jugador catalán promedió 13,3 puntos y 5,7 rebotes por partido.
El 4 de agosto de 2020, se convierte en jugador del Levitec Huesca de la Liga LEB Oro.
El 21 de julio de 2021, firma por el Casademont Zaragoza de la Liga ACB, para la temporada 2021-2022. 
El 22 de febrero de 2022, tras rescindir su contrato con Casademont Zaragoza, firma por el Covirán Granada de la Liga LEB Oro.
El 22 de julio de 2023, firma por el CB Tizona de la Liga LEB Oro.